# (5985) 1942 RJ
Az (5985) 1942 RJ a Naprendszer kisbolygóövében található aszteroida. Oterma, L. fedezte fel 1942. szeptember 7-én.